# Підлісний Зіновій Васильович

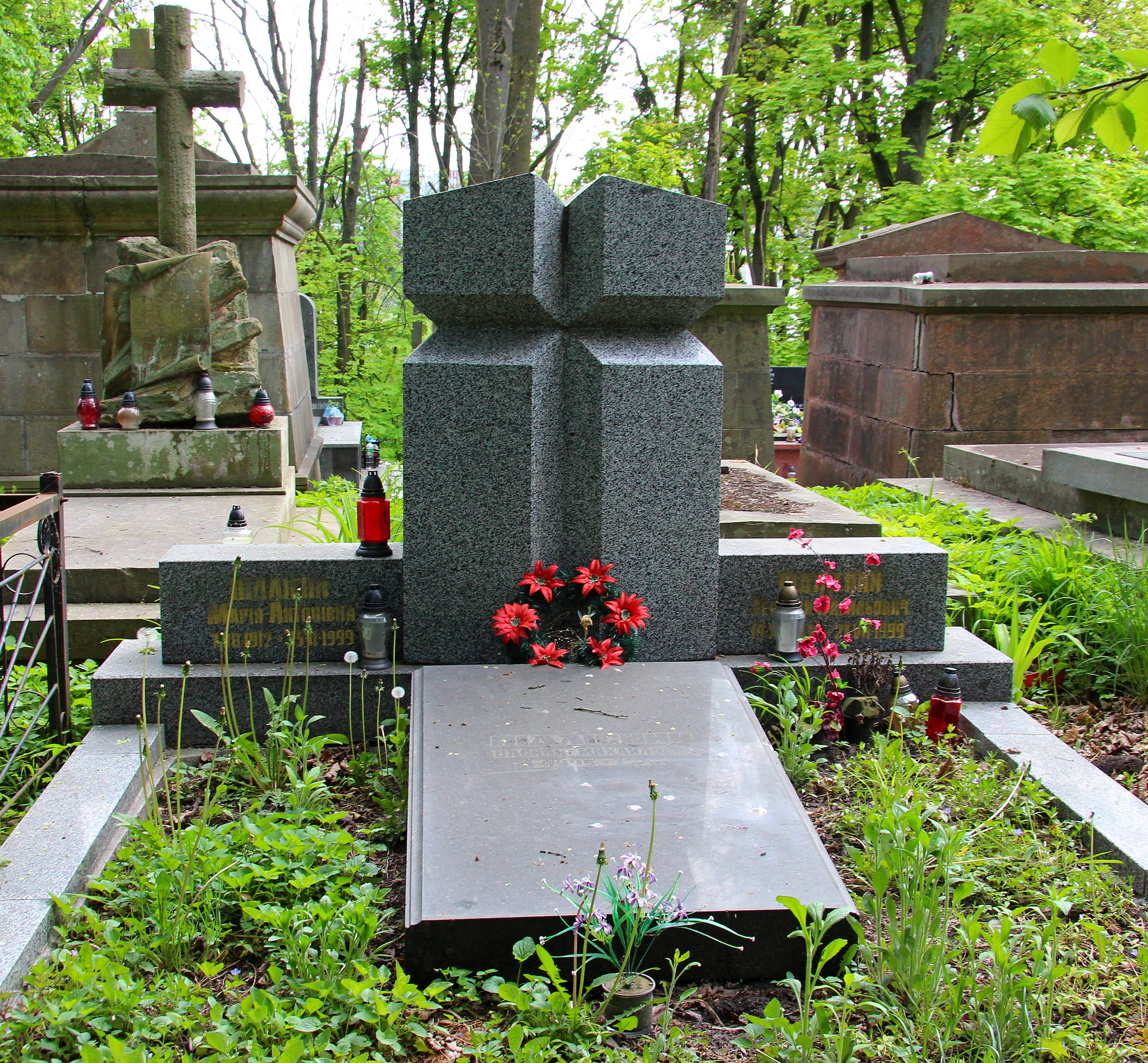

Зіно́вій Васи́льович Підлі́сний (19 грудня 1936, Білявинці — 22 липня 1999, Львів) — український архітектор, лауреат Державної премії УРСР імені Тараса Шевченка 2011 року (посмертно).

## Біографія
Зіновій Підлісний народився 19 грудня 1936 року в селі Білявинці, тепер Бучацького району Тернопільської області, Україна. Школу закінчив у 1952 році у Калуші Івано-Франківської області. У 1958 році закінчив Львівський політехнічний інститут. Після закінчення інституту працював у Кемерові, де 1962 року був призначений головним архітектором проєкту. 3 1963 року Зіновій Підлісний є членом Спілки архітекторів. У березні 1980 року йому присуджено Державну премію УРСР імені Тараса Шевченка за забудову житлового кварталу «Сріблястий» на вулиці Патона у Львові (у співавторстві).
У серпні 1981 року Зіновієві Підлісному присуджено премію Ради Міністрів СРСР за розробку проєкту і реалізацію будівництва курорту Трускавець. Згодом, у 1985 році — присвоєно звання заслуженого архітектора УРСР. Протягом 1977—1999 років був директором Львівського державного проєктного інституту «Містопроект».
Зіновій Підлісний помер 23 липня 1999 року. Похований на Личаківському кладовищі, поле № 72.

## Участь у проєктах
- Пам'ятник Володимирові Леніну в селі Завидовичі (1972, скульптор Володимир Бойко).[9]
- Громадський центр у південному житловому районі Львова, збудований у 1980-х. Являє собою комплекс будівель між нинішніми вулицями В. Великого і Науковою, вздовж вулиці кн. Ольги. Включає в себе універмаг «Львів», АТС, палац водних видів спорту (нині аквапарк «Пляж», реконструйований), готель «Супутник», будинок культури (недобудований). Співавтори Василь Каменщик, Юлія Верблян, Віталій Петелько.[10][7]
- Обласна спеціалізована дитяча лікарня на вулиці Дністерській, 27 у Львові (початок 1980-х, співавтори Юлія Верблян, Лідія Кутна).[11]
- Забудова п'яти- і дев'ятиповерховими будинками львівського мікрорайону «Сріблястий». Проєкт 1979–1980 років реалізовано частково. Співавтори Людмила Нівіна, Сергій Зем'янкін.[12]
- Проєкт детального планування південної частини Сихівського масиву («Сихів-2»), розроблений 1986 року. Співавтори Віталій Дубина, Алла Петрова, Олександр Мар'єв.[13]
- Збудований у 1984 році Палац піонерів і школярів на вулиці Вахнянина, 29. Нині Центр творчості дітей та юнацтва Галичини. Співавтори Анатолій Ващак, Мирослав Сметана, інженер В. Сприса.[14]
- Керівник проєкту міського підцентру у складі 14-поверхового будинку обладміністрації (нині податкова адміністрація), будинок офіцерів Західного військового округу (розібраний на стадії будівництва), Інституту українознавства. Співавтори проєкту Василь Каменщик, Олександр Базюк, Микола Кошло, О. Адаменко.[15]
- Будинок меблів на вулиці Любінській (1985). Співавтори Сергій Зем'янкін, Микола Столяров, Ярослав Крук.[16]
- Будинок інституту Містопроект на нинішній вулиці Генерала Чупринки, 71 (1988). Співавтори Василь Каменщик, Борис Кузнецов, Микола Столяров.[17]
- Проєкт перспективного розвитку Трускавця (1989, співавтори Віталій Дубина, Петро Крупа, І. Василевський).[18]
- Генплан Львова, затверджений 1993 року. Співавтори Роман Мих, Віталій Дубина, Олександр Бугаєв[19].
- Добудова громадських споруд до церкви Покрови Пресвятої Богородиці на вулиці Личаківській, 175.[20]
- Проєкт відбудови церкви Святого Духа у Львові (три варіанти компонування). Розроблений 1997 року спільно з архітектором Петром Крупою.[21] Проєкт не реалізовується.
- 18-квартирний житловий будинок на вулиці Юрія Руфа у Львові (співавтори М. Князь, Мирослав Сметана)[22]

## Цікаві факти
У 1970-х — 1980-х роках Зіновій Підлісний був головою Федерації настільного тенісу Львівської області. З 2007 року у Львові щороку проводиться регіональний рейтинговий турнір з настільного тенісу, присвячений його пам'яті.

## Галерея

Готель «Супутник» у Львові, 1980-ті
Центр творчості дітей та юнацтва Галичини, 1984
Магазин «Будинок меблів», 1985